# PMD 85

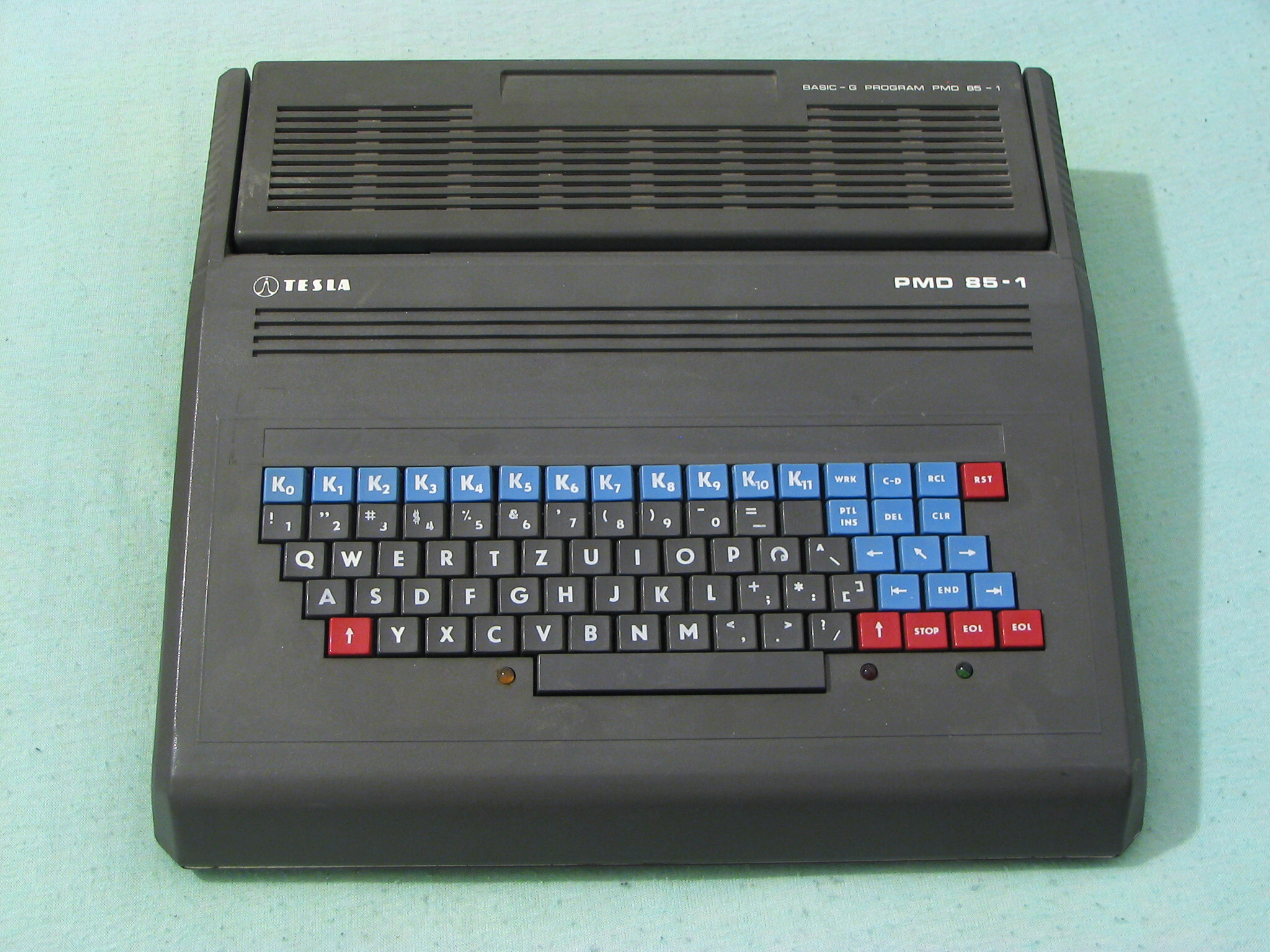
PMD 85-1

PMD 85 (Piešťanský Mikropočítač Displejový) az 1980-as évek második felében az egykori Csehszlovákiában gyártott személyi számítógép. A terméket Szlovákiában iskolaszámítógépként is rendszeresítették.
Alaptípusát a Tesla nemzeti vállalat pöstyéni üzeme 1985-ben fejlesztette ki és forgalmazta PMD 85-1 típusnévvel. A fejlesztés irányítója Roman Kišš volt. További fejlesztését és gyártását a Tesla pozsonyi üzemébe helyezték át, ahol megalkották a PMD 85-2, PMD 85-2A és a PMD 85-3 típusait.
A számítógép 8 bites 2.048 MHz-es órajelű Tesla MHB8080A processzorral, az Intel 8080 processzor csehszlovák klónjával rendelkezett. Az első két típusa 48 kB a továbbiak 64 kB RAM memóriával voltak ellátva. Külső adattárolóként főként kazettás magnót alkalmaztak.

## Fordítás
Ez a szócikk részben vagy egészben a PMD 85 című szlovák Wikipédia-szócikk ezen változatának fordításán alapul.  Az eredeti cikk szerkesztőit annak laptörténete sorolja fel. Ez a jelzés csupán a megfogalmazás eredetét és a szerzői jogokat jelzi, nem szolgál a cikkben szereplő információk forrásmegjelöléseként.